# Hod kladivem

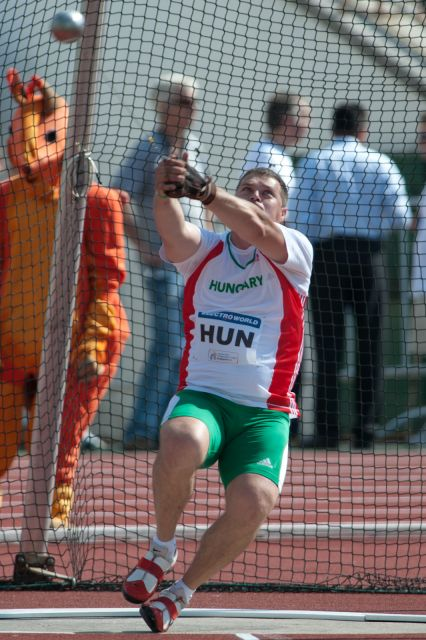
Krisztián Pars při hodu kladivem

Hod kladivem je atletická disciplína, ve které se sportovci snaží odhodit tzv. kladivo do co největší vzdálenosti. Sportovní náčiní označované jako kladivo nemá podobu běžného kladiva, nýbrž jde o kovovou kouli připevněnou silným kovovým drátem (strunou) k držadlu (ručce).

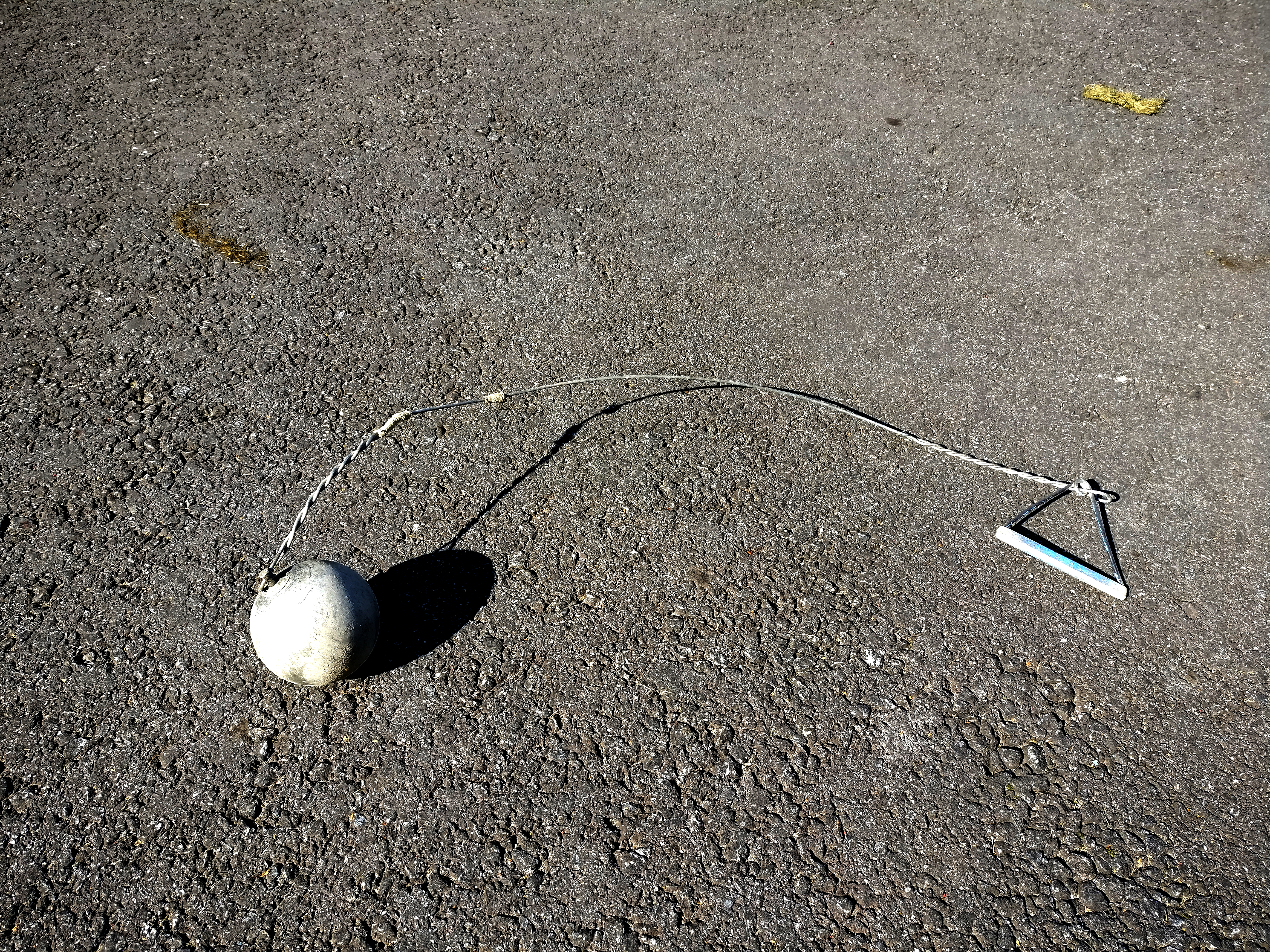
Kladivo pro atletiku

## Historie
Tato sportovní disciplína má své kořeny ve Skotsku a její počátky jsou pravděpodobně spjaty se zákazem nošení zbraní ve Skotsku, které vydal anglický král Edvard I., čímž reagoval na protianglická povstání z konce 13. a ze začátku 14. století. Díky absenci zbraní Skotové hledali nové způsoby vojenského výcviku, z těch se později staly sportovní disciplíny na skotských hrách. Skotské sportovní disciplíny viděl Coubertin na světové výstavě v Paříži 1889, což zřejmě sehrálo svou roli v jeho představách o podobě moderních olympijských her. Původní podobu hodu kladivem a další tradiční skotské sportovní disciplíny lze dodnes vidět na skotských hrách (Highland games). 

## Technika
Při hodu se atlet-kladivář nejprve postaví do vyznačeného zpevněného kruhu o průměru 2,14 m, zády k výseči, uchopí držadlo oběma rukama a roztočí ho kolem těla. Poté se obvykle třikrát nebo čtyřikrát otočí kolem své osy a ve vhodný okamžik nářadí vypustí. To posléze musí dopadnout do kruhové výseče a hodnotí se vzdálenost od kruhu k prvnímu dotyku kladiva se zemí.
Kladivo (včetně struny a ručky) má stejnou hmotnost jako koule používaná při vrhu koulí, tzn. váží 7,26 kg u mužů a 4 kg u žen. Délka kladiva se pohybuje mezi 117–121,5 cm u mužů a 116,0–119,5 cm u žen.

### Současní světoví rekordmani

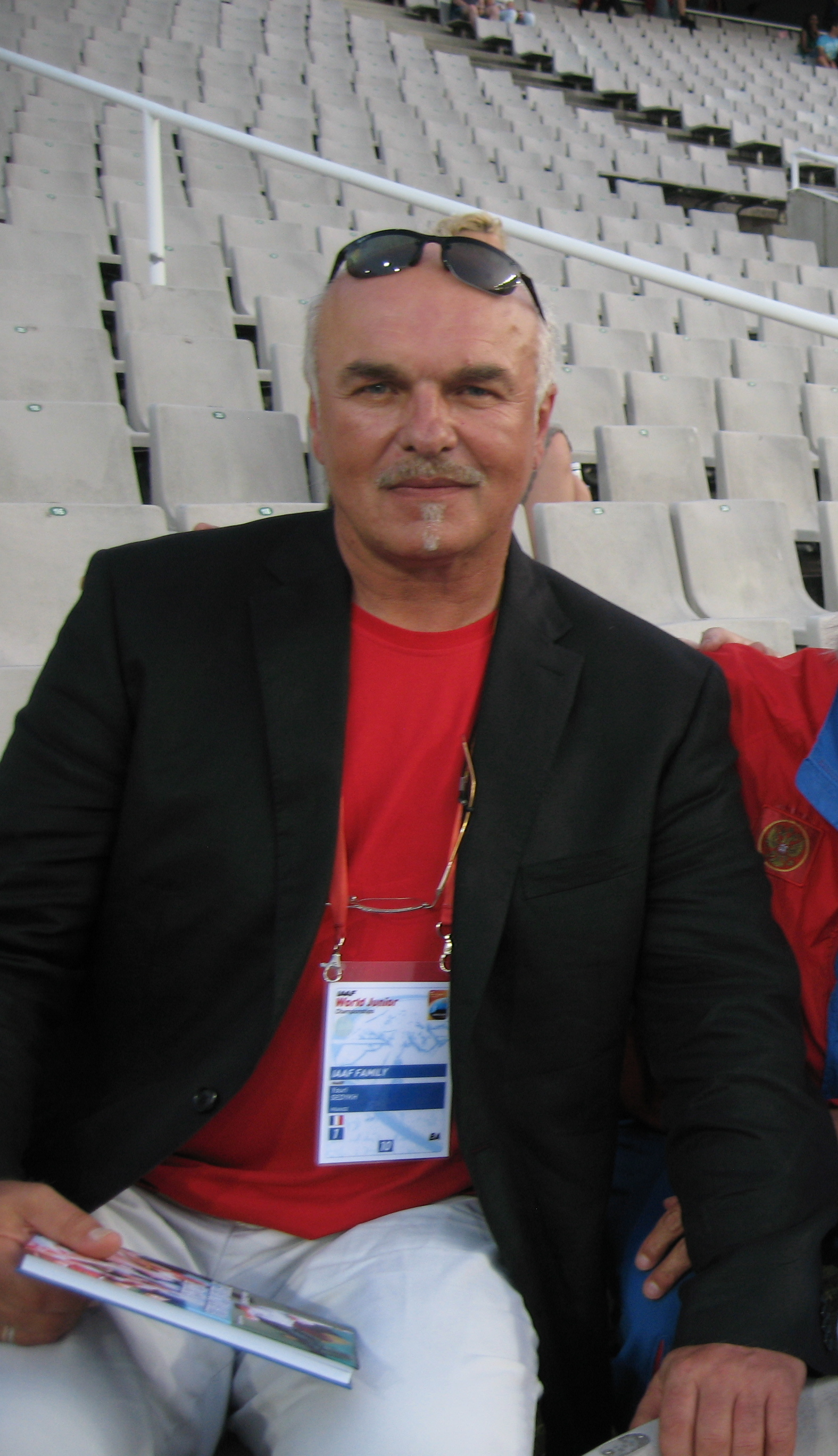
Muži – Jurij Sedych 86,74 m
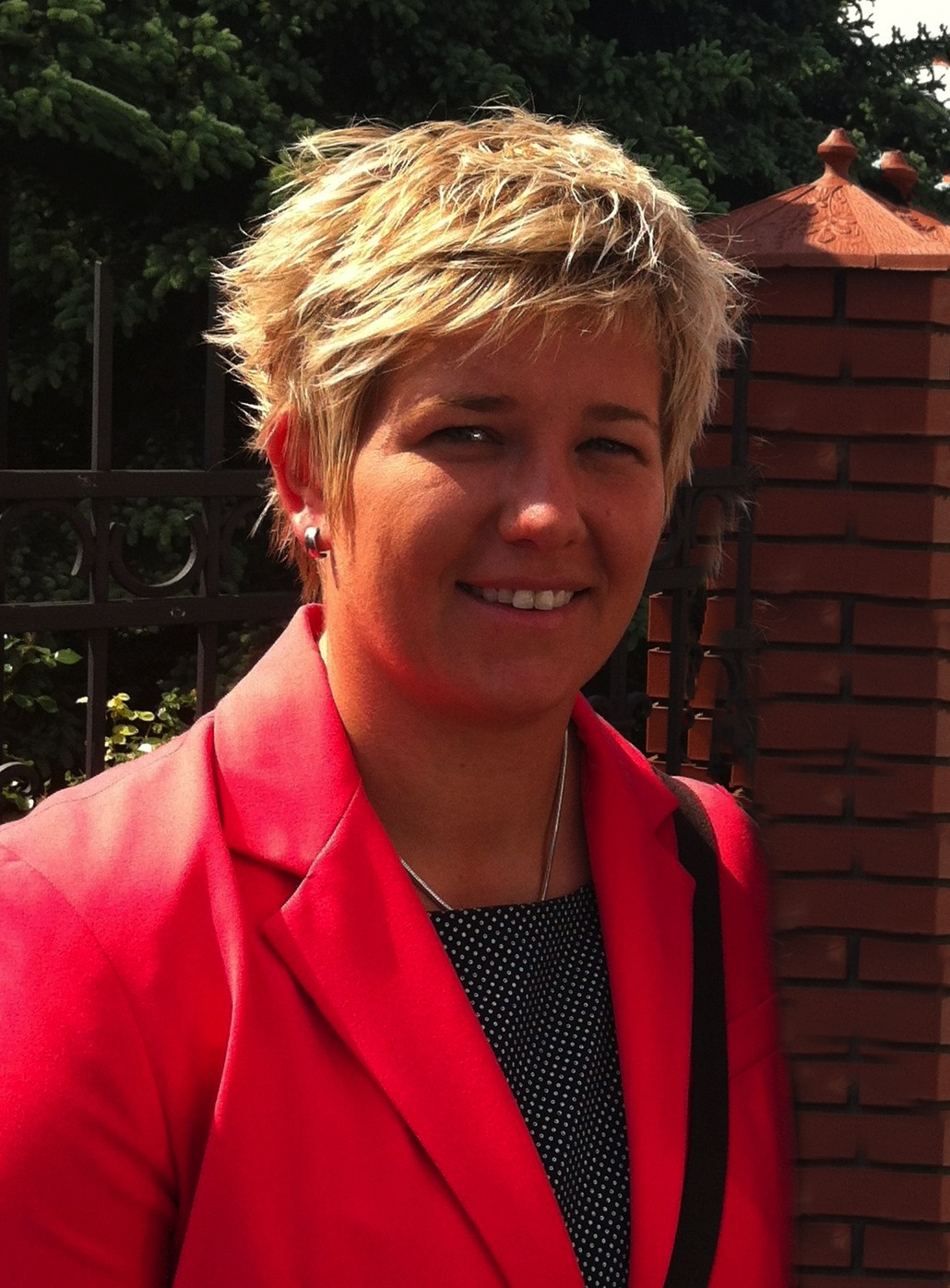
Ženy – Anita Włodarczyková 82,98 m

## Současné rekordy – dráha
| Muži              |           |                 |               |           |               |
| Rekord            | Výkon (m) | Atlet           | Stát          | Město     | Datum rekordu |
| Světový rekord    | 86,74     | Jurij Sedych    | Sovětský svaz | Stuttgart | 30. 8. 1986   |
| Olympijský rekord | 84,80     | Sergej Litvinov | Sovětský svaz | Soul      | 26. 9. 1988   |
| Rekord MS         | 83,63     | Ivan Tichon     | Bělorusko     | Ósaka     | 27. 8. 2007   |
| Český rekord      | 81,28     | Vladimír Maška  | Česko         | Pacov     | 25. 9. 1999   |

| Ženy              |           |                     |        |                |               |
| Rekord            | Výkon (m) | Atletka             | Stát   | Město          | Datum rekordu |
| Světový rekord    | 82,98     | Anita Włodarczyková | Polsko | Varšava        | 29. 8. 2016   |
| Olympijský rekord | 82,29     | Anita Włodarczyková | Polsko | Rio de Janeiro | 15. 8. 2016   |
| Rekord MS         | 80,85     | Anita Włodarczyková | Polsko | Peking         | 27. 8. 2015   |
| Český rekord      | 72,47     | Kateřina Šafránková | Česko  | Kolín          | 12. 6. 2016   |

## Současné rekordy podle kontinentů
| Rekord                            | Kategorie | Výkon (m) | Atlet                        | Stát        | Město        | Datum       |
| --------------------------------- | --------- | --------- | ---------------------------- | ----------- | ------------ | ----------- |
| Evropa                            | Muži      | 86,74     | Jurij Sedych                 | SSSR        | Stuttgart    | 30. 8. 1986 |
| Evropa                            | Ženy      | 82,98     | Anita Włodarczyková          | Polsko      | Varšava      | 29. 8. 2016 |
| Afrika                            | Muži      | 81,27     | Mostafa Elgamel              | Egypt       | Al-Qahirah   | 21. 3. 2014 |
| Afrika                            | Ženy      | 69,89     | Oyesade Olatoye              | Nigérie     | Columbus     | 30. 4. 2021 |
| Asie                              | Muži      | 84,86     | Kódži Murofuši               | Japonsko    | Praha        | 29. 6. 2003 |
| Asie                              | Ženy      | 77,68     | Zheng Wang                   | Čína        | Čcheng-tu    | 29. 3. 2014 |
| Severní a střední Amerika         | Muži      | 82,52     | Rudy Winkler                 | USA         | Eugene       | 20. 6. 2021 |
| Severní a střední Amerika         | Ženy      | 80,31     | DeAnna Priceová              | USA         | Eugene       | 26. 6. 2021 |
| Jižní Amerika                     | Muži      | 78,63     | Wagner José Alberto Domingos | Brazílie    | Celje        | 19. 6. 2016 |
| Jižní Amerika                     | Ženy      | 73,74     | Jennifer Dahlgren            | Argentina   | Buenos Aires | 10. 4. 2010 |
| Oceánie                           | Muži      | 79,29     | Stuart Rendell               | Austrálie   | Varaždín     | 6. 7. 2002  |
| Oceánie                           | Ženy      | 74,61     | Lauren Bruce                 | Nový Zéland | Tucson       | 20. 5. 2021 |
| Muži na iaaf.org Ženy na iaaf.org |           |           |                              |             |              |             |

## Top 10 atletů

### Ženy – dráha
| Pořadí           | Výkon (m) | Atletka               | Místo     | Datum       |
| ---------------- | --------- | --------------------- | --------- | ----------- |
| 1.               | 82,98     | Anita Włodarczyková   | Varšava   | 29. 8. 2016 |
| 2.               | 80,31     | DeAnna Priceová       | Eugene    | 26. 6. 2021 |
| 3.               | 80,16     | Brooke Andersenová    | Tucson    | 20. 5. 2023 |
| 4.               | 79,42     | Betty Heidlerová      | Halle     | 21. 5. 2011 |
| 5.               | 78,51     | Taťjana Lysenková     | Čeboksary | 5. 7. 2012  |
| 6.               | 78,00     | Janee' Kassanavoidová | Tucson    | 21. 5. 2022 |
| 7.               | 77,84     | Camryn Rogersová      | Walnut    | 15. 4. 2023 |
| 8.               | 77,78     | Gwen Berryová         | Chořov    | 8. 6. 2018  |
| 9.               | 77,68     | Zheng Wang            | Čcheng-tu | 29. 3. 2014 |
| 10.              | 77,33     | Čang Wen-siou         | Inčchon   | 28. 9. 2014 |
| Ženy na iaaf.org |           |                       |           |             |

### Muži – dráha
| Pořadí           | Výkon (m) | Atlet              | Místo           | Datum       |
| ---------------- | --------- | ------------------ | --------------- | ----------- |
| 1.               | 86,74     | Jurij Sedych       | Stuttgart       | 30. 8. 1986 |
| 2.               | 86,04     | Sergej Litvinov    | Drážďany        | 3. 7. 1986  |
| 3.               | 84,90     | Vadim Devyatovskiy | Minsk           | 21. 7. 2005 |
| 4.               | 84,86     | Kódži Murofuši     | Praha           | 29. 6. 2003 |
| 5.               | 84,62     | Igor Astapkovič    | Sevilla         | 6. 6. 1992  |
| 6.               | 84,51     | Ivan Tichon        | Grodno          | 9. 7. 2008  |
| 7.               | 84,48     | Igor Nikulin       | Lausanne        | 12. 7. 1990 |
| 8.               | 84.40     | Jüri Tamm          | Banská Bystrica | 8. 8. 2003  |
| 9.               | 84,38     | Ethan Katzberg     | Nairobi         | 20. 4. 2024 |
| 10.              | 84,19     | Adrián Annus       | Szombathely     | 10. 8. 2003 |
| Muži na iaaf.org |           |                    |                 |             |

### Vývoj světového rekordu – kladivo
| Muži  |                    |                         |            |
| Výkon | Jméno              | Místo                   | Datum      |
| 57.77 | Pat Ryan           | New York                | 17.8. 1913 |
| 59.00 | Erwin Blask        | Stockholm               | 27.8.1938  |
| 59.02 | Imre Németh        | Tata                    | 14.7.1948  |
| 59.57 | Imre Németh        | Katovice                | 4.9.1949   |
| 59.88 | Imre Németh        | Budapešť                | 19.5.1950  |
| 60.34 | József Csermák     | Helsinky                | 24.7.1952  |
| 61.25 | Sverre Strandli    | Oslo                    | 14.9.1952  |
| 62.36 | Sverre Strandli    | Oslo                    | 5.9.1953   |
| 63.34 | Michail Krivonosov | Bern                    | 29.8.1954  |
| 64.05 | Stanislav Nenashev | Baku                    | 12.12.1954 |
| 64.33 | Michail Krivonosov | Varšava                 | 4.8.1955   |
| 64.52 | Michail Krivonosov | Bělehrad                | 19.9.1955  |
| 65.85 | Michail Krivonosov | Nalčik                  | 25.4.1956  |
| 66.38 | Michail Krivonosov | Minsk                   | 8.7.1956   |
| 67.32 | Michail Krivonosov | Taškent                 | 22.10.1956 |
| 68.54 | Harold Connolly    | Los Angeles             | 2.11.1956  |
| 68.68 | Harold Connolly    | Bakersfield             | 20.6.1958  |
| 70.33 | Harold Connolly    | Walnut                  | 12.8.1960  |
| 70.67 | Harold Connolly    | Palo Alto               | 21.7.1962  |
| 71.06 | Harold Connolly    | Ceres                   | 29.5.1965  |
| 71.26 | Harold Connolly    | Walnut                  | 20.6.1965  |
| 73.74 | Gyula Zsivótzky    | Debrecín                | 4.9.1965   |
| 73.76 | Gyula Zsivótzky    | Budapešť                | 14.9.1968  |
| 74.52 | Romuald Klim       | Budapešť                | 15.6.1969  |
| 74.68 | Anatolij Bondarčuk | Pireus                  | 20.9.1969  |
| 75.48 | Anatolij Bondarčuk | Rovno                   | 12.10.1969 |
| 76.40 | Walter Schmidt     | Lahr                    | 4.9.1971   |
| 76.60 | Reinhard Theimer   | Erfurt                  | 4.7.1974   |
| 76.66 | Alexej Spiridonov  | Mnichov                 | 11.9.1974  |
| 76.70 | Karl-Hans Riehm    | Rehlingen               | 19.5.1975  |
| 77.56 | Karl-Hans Riehm    | Rehlingen               | 19.5.1975  |
| 78.50 | Karl-Hans Riehm    | Rehlingen               | 19.5.1975  |
| 79.30 | Walter Schmidt     | Frankfurt               | 14.8.1975  |
| 80.14 | Boris Zaichuk      | Moskva                  | 9.7.1978   |
| 80.32 | Karl-Hans Riehm    | Heidenheim an der Brenz | 6.8.1978   |
| 80.38 | Jurij Sedych       | Leselidse               | 16.5.1980  |
| 80.46 | Jüri Tamm          | Leselidse               | 16.5.1980  |
| 80.64 | Jurij Sedych       | Leselidse               | 16.5.1980  |
| 81.66 | Sergej Litvinov    | Soči                    | 24.5.1980  |
| 81.80 | Jurij Sedych       | Moskva                  | 31.7.1980  |
| 83.98 | Sergej Litvinov    | Moskva                  | 4.6.1982   |
| 84.14 | Sergej Litvinov    | Moskva                  | 21.6.1983  |
| 86.34 | Jurij Sedych       | Cork                    | 3.7.1984   |
| 86.66 | Jurij Sedych       | Tallinn                 | 22.6.1986  |
| 86.74 | Jurij Sedych       | Stuttgart               | 30.8.1986  |

| Ženy  |                           |           |                  |
| Výkon | Jméno                     | Datum     | Místo            |
| 66.84 | Olga Kuzenkovová (RUS)    | 23.2.1994 | Adler            |
| 66.86 | Mihaela Melinteová (ROM)  | 4.3.1995  | Bukurešť         |
| 67.00 | Olga Kuzenkovová (RUS)    | 24.5.1995 | Moskva           |
| 68.14 | Olga Kuzenkovová (RUS)    | 5.6.1995  | Moskva           |
| 68.16 | Olga Kuzenkovová (RUS)    | 18.6.1995 | Moskva           |
| 69.42 | Mihaela Melinteová (ROM)  | 12.5.1996 | Bukurešť         |
| 69.58 | Mihaela Melinteová (ROM)  | 8.3.1997  | Bukurešť         |
| 71.22 | Olga Kuzenkovová (RUS)    | 22.6.1997 | Mnichov          |
| 73.10 | Olga Kuzenkovová (RUS)    | 22.6.1997 | Mnichov          |
| 73.14 | Mihaela Melinteová (ROM)  | 16.7.1998 | Poiana Brasov    |
| 75.29 | Mihaela Melinteová (ROM)  | 13.5.1999 | Clermont-Ferrand |
| 75.97 | Mihaela Melinteová (ROM)  | 13.5.1999 | Clermont-Ferrand |
| 76.05 | Mihaela Melinteová (ROM)  | 29.8.1999 | Rüdlingen        |
| 76.07 | Mihaela Melinteová (ROM)  | 29.8.1999 | Rüdlingen        |
| 77.06 | Taťjana Lysenková (RUS)   | 15.7.2005 | Moskva           |
| 77.26 | Gulfiya Khanafeyeva (RUS) | 12.6.2006 | Tula             |
| 77.41 | Taťjana Lysenková (RUS)   | 24.6.2006 | Žukovskij        |
| 77.80 | Taťjana Lysenková (RUS)   | 15.8.2006 | Tallinn          |
| 77.96 | Anita Włodarczyková (POL) | 22.8.2009 | Berlín           |
| 78.30 | Anita Włodarczyková (POL) | 6.6.2010  | Bydhošť          |
| 79.42 | Betty Heidlerová (GER)    | 21.5.2011 | Halle (Saale)    |
| 79.58 | Anita Włodarczyková (POL) | 31.8.2014 | Berlín           |
| 81.08 | Anita Włodarczyková (POL) | 1.8. 2015 | Władysławowo     |
| 82.29 | Anita Włodarczyková (POL) | 15.8.2016 | Rio de Janeiro   |
| 82.98 | Anita Włodarczyková (POL) | 28.8.2016 | Varšava          |